# Катерина де Медичи
Вижте пояснителната страница за други личности с името Катерина де Медичи.
Катерина де Медичи (на италиански: Caterina de' Medici), с рождено име Катерѝна Мàрия Рòмола ди Лорèнцо де Мèдичи (на италиански: Caterina Maria Romola di Lorenzo de' Medici; * 13 април 1519, Флоренция, Флорентинска република; † 5 януари 1589, Блоа, Кралство Франция) е кралица на Франция от 1547 до 1559 г. като съпруга на крал Анри II и майка на други трима френски крале – Франсоа ІІ, Шарл ІХ и Анри III.
Има голямо и продължително влияние върху държавната политика. Името ѝ е свързано с религиозните войни, които се водят във Франция по време на нейното управление.
Зла аура обгръща фигурата ѝ във френската историография до края на XIX век: Катерина е представена като ревнива, отмъстителна, алчна за власт и готова на всичко, за да постигне целите си, почти въплъщение на онзи владетел, който Николо Макиавели е посветил на баща ѝ Лоренцо де Медичи, херцог на Урбино. В съвременната историография обаче тя се смята за една от основните кралици на Франция, пропагандаторка на религиозна толерантност. Макар и не без грешки тя се опитва да приложи политика на помирение между католици и протестанти, водена главно от желанието да се гарантира продължителността на династията Валоа.
Катерина знае, че Франция се нуждае от период на мир, за да се възстанови, и в това нейната политика е много различна от тази на нейния син Шарл IX, заобиколен от съветници, заинтересовани да го отстранят от влиянието на майка му. „Хазната бе в лошо състояние от незапомнени времена и бе истинско чудо, че ресурсите на страната все още не бяха напълно изчерпани. Крал Анри II по негово време, за да вземе заем от 50 хил. скуди в Швейцария, трябваше да ипотекира цялото кралство, както изрично се посочва в договора, достигнал до нас“.
Ролята ѝ в клането във Вартоломеевата нощ обаче все още допринася за превръщането ѝ в противоречив персонаж днес.
Чрез племенницата си Кристина Лотарингска, велика херцогиня на Тоскана чрез брак, Катерина също е прародителка на Медичите, великите херцози на Тоскана, които принадлежат към второстепенен клон на Медичите (също потомък на Лоренцо Великолепни, но само по женска линия чрез дъщеря му Лукреция, омъжена за Якопо Салвиати).

## Произход
Катерина е единствено дете на Лоренцо II де Медичи (* 12 септември 1492, † 4 май 1519), от 1516 г. до смъртта си де факто господар на Флорентинската република и от 1516 г. херцог на Урбино, и на френската принцеса Маделин дьо ла Тур д'Оверн (* 1495, † 28 април 1519). Техният брак е знак за съюза между краля на Франция Франсоа I и папа Лъв X, чичо на Лоренцо II, срещу императора Максимилиан I Хабсбург. По бащина линия нейни баба и дядо са Пиеро II де Медичи Злочестия, владетел на Флоренция, и Алфонсина Орсини, а по майчина – Жан IV дьо ла Тур д'Оверн, граф на Оверн, на Лораге, господар на Ла Тур, и Жана дьо Бурбон-Вандом.
Нейното раждане на 13 април 1519 г. е радост и за двамата родители, които са „еднакво... доволни, сякаш бе момче". Името Катерина очевидно е дадено в памет на Катерина Сфорца, майката на Джовани деле Банде Нере, съпруг на Мария Салвиати, обединявайки по този начин двата клона на фамилията Медичи. Името Мария е в чест на Дева Мария, а Ромула – в чест на светеца покровител на Фиезоле.
Малко след раждането новороденото остава сираче: 19-годишната ѝ майка умира на 28 април от след родилна треска. Баща ѝ, който също е болен от известно време, най-вероятно от сифилис, я последва на 4 май. Лудовико Ариосто идва късно, за да утеши приятеля си Лоренцо за смъртта на булката му и му посвещава Елегия Прима (където малката Катерина се споменава открито в стихове 37-42). Така Катерина се сдобива с Херцогство Урбино и Графство Оверн.

## Биография

### Ранни години
Перипетиите в детството на Катерина отразяват размирната италианска политика от XVI век. Първоначално кралят на Франция Франсоа I изисква тя да бъде отгледана във Франция, опитвайки се да я използва като заложница, за да наложи споразуменията, предприети от папа Лъв X, но папата се противопоставя на това. Лъв X заявява, че иска да я омъжи за своя племенник Иполито де Медичи, но в действителност той се бави с французите, тъй като вече е сменил съюзниците и е застанал на страната на император Карл V. Той обаче не печели от смяната на съюзи и умира на 21 декември 1521 г. В Рим новороденото е отгледано от баба си по бащина линия Алфонсина Орсини и след смъртта ѝ през февруари 1520 г. е поставено под настойничеството на леля си по бащина линия Клариса де Медичи и на първата братовчедка на баща си Мария Салвиати, майка на бъдещия велик херцог Козимо I. През този период двете извънбрачни деца на Медичите – Иполито и Алесандро също са отгледани заедно с нея. Единствена наследница на състоянието на Медичите, тя взима титлата на херцогиня на Урбино, което ѝ спечелва прозвището „duchessina“ („малка херцогиня“) от флорентинците.
Смъртта на папа Лъв X през 1521 г. води до прекъсване на властта на Медичите над Светия престол. Тя е последвана от краткия понтификат на Адриан VI, който в съюз с Хабсбургите лишава Катерина от правата ѝ върху Херцогство Урбино. През 1523 г. Джулио де Медичи, който е братовчед на дядото на Катерина, е избран за папа под името Климент VII. През 1525 г. Климент VII кара Катерина и Алесандро да се преместят в неговия дворец във Флоренция – Палацо Медичи Рикарди. Детството на Катерина в града е прекъснато от войната между Климент VII и император Карл V. Папата се съюзява с французите срещу император Карл V, но гръмкото френско поражение в битката при Павия през 1525 г. излага Ватикана на имперското отмъщение, което завършва с разграбването на Рим на 6 май 1527 г. от страна на ландскнехтите. Флорентинските републиканци се възползват от поражението на папата и безредиците, които царят в Рим, за да въстанат срещу Медичите и да поемат контрола над града. През същата година те се разбунтуват срещу управлението на кардинал Пасерини, което е наложено от папата. През 1529 г. Катерина е взета за заложница от републиканците, които заплашват да я изнасилят и да я убият, когато войските на императора на Свещената Римска империя обсаждат града. Тогава тя е едва на десет години и цял живот ще да остане белязана от политическата жестокост на този конфликт.
За да спаси владенията на Медичите и своята племенница, папа Климент е принуден да признае коронацията на Карл V Хабсбург за император на Свещената Римска империя в замяна на неговата помощ за връщането на Флоренция и освобождаването на младата херцогиня. Той предлага примирие с Карл V, което той приема и кара Флоренция да бъде обсадена през октомври 1529 г. По време на този бурен период Катерина е държана като заложница в различни флорентински манастири, докато пристига в бенедиктинския манастир на Мурате, където е отгледана с любов от монахините. Докато се извършва обсадата, бунтовниците екстремисти предлагат тя да бъде изложена гола на градските стени, така че да бъде убита с куршуми, или да бъде затворена в публичен дом. Въпреки че градът се съпротивлява на обсадата, на 12 август 1530 г. гладът и чумата принуждават Флоренция да се предаде на 12 август 1530 г., след което става жертва на жестоките папски репресии. След като Флоренция се подчинява на властта на папата и императора, Катерина е отведена в Рим във Ватикана, където оттогава нататък тя расте при Климент VII.

### Брак с Анри II
Поставена под прякото покровителство на папата, Катерина получава много добро образование. По този начин се възползва от изискана култура, пропита с Хуманизъм и Неоплатонизъм. С Катерина в папския двор Климент VII се опитва да уреди изгоден брак за нея и започва да ѝ търси жених, разглеждайки много кандидати от цяла Западна Европа: Ерколе II д’Есте, Джеймс V, Хенри Фицрой, Федерико Гондзага, Гуидобалдо II дела Ровере и Франческо II Сфорца. След като чува за тези брачни преговори, кралят на Франция Франсоа I номинира втория си син Анри за херцог на Орлеан. През 1531 г. кралят го предлага за жених и папата веднага се възползва от този шанс: младият орлеански херцог е изгодна партия за племенницата му. Климент VII успява дипломатически да съчетае два важни брака: този на Катерина със сина на краля на Франция и този на Алесандро (номиниран за херцог на Флоренция) с Маргарита Австрийска, незаконната дъщеря на Карл V.
Поради това 13-годишната Катерина започва да учи френски език, който бързо успява да направи свой собствен, говорейки го свободно по време на брака, макар и с подчертан италиански акцент. В този период венецианският посланик Антонио Сориано я описва по следния начин: „Тя е малка на ръст и слаба, няма фини черти и има изпъкнали очи като всички Медичи“. Булката би донесла на съпруга си огромна зестра в монети, бижута, скъпоценни камъни и перли от страна на папата, също и заради отказа от активите на Медичите. Френският крал планира да я омъжи за Анри, за да осуети влиянието в Рим на император Карл V. Като единствена наследница на най-възрастния клон на Медичите (семейство, което тогава господства във Флоренция) и с чичо папа (начело на Папската държава), Катерина всъщност представлява полезен партньор за Франсоа I в контекста на войните между Хабсбурги и Валоа. Независимо от това, тъй като само дъщерите на императори или крале се считат за достойни да станат кралици на Франция, кралят предпочита да изчака по-добра партньорка за дофина Франсоа III и да предложи Катерина на по-малкия му брат Анри, който не е предназначен да царува.
Катерина напуска Флоренция на 11 септември 1533 г. и отива във Франция на борда на папската галера. Тя носи със себе си зестра от 100 000 крони сребро и 28 000 крони бижута, което ѝ печели прякорите „банкерката“ и „дъщерята на търговците“. В договора е уговорено папата да осигури достатъчно голяма зестра, за да запълни дупката в кралските финанси. На 23 октомври 1533 г. тя пристига в Марсилия, където се среща със своя свекър и с 14-годишния Анри, бъдещият ѝ съпруг. На 28 октомври бракът е сключен с голямо великолепие в църквата „Свети Фереол“, и сватбата е отпразнувана с банкети и турнири. Бракът е сключен в присъствието на папата, който е дошъл да говори с краля и лично да му предаде ръката на Катерина, като брачният договор е подписан след договора за съюз, който предвижда, че папата ще помогне на краля да завладее отново Миланското херцогство и Генуа в замяна на брака.
След сватбения бал двойката отива в стаята на младоженците, за да изпълни брачните си задължения. Същата вечер бракът е консумиран, за изключителното удовлетворение на папата и на Франсоа I, който лично присъства на сватбената нощ, шпионирайки младите хора от завесите на леглото, като по-късно заявява, че „всеки от тях се е показал силен в удовлетворението“. Папата отива там на следващия ден, за да намери двамата младоженци „щастливи един с друг и се успокоява, че Катерина вече не е отхвърлена". Следват пищни тържества, които продължават няколко седмици. Една повече или по-малко легендарна народна традиция разказва, че Катерина идва от Италия, придружена от около четиридесет готвачи и че тя представя дзабайоне, както и сорбето „Тути Фрути“ по време на сватбения банкет. Според друга легенда, именно Жан Пастила, един от тримата ѝ майстори-сладкари, разпространява във Франция модата на пастилите на базата на гума арабика и захарен сироп.

### Във френския двор

#### Неравностоен брак
Неочакваната смърт на Климент VII на 25 септември 1534 г., малко по-малко от година след сватбата, обезсилва съюза между Папството и Кралство Франция. Всъщност папа Павел III разваля съюза с Френското кралство и отказва да плати огромната зестра, обещана на Катерина. На Франсоа I, който вижда брака на Катерина като начало на своето отмъщение срещу Карл V, по-късно се приписва горчивото заявление: „Получих момичето напълно голо“ (J'ai reçu la fille toute nue).
Смъртта на Климент VII, която прави сватбата на Катерина безполезна за Франсоа I, прави разликата в произхода между двамата млади съпрузи още по-скандална. Много придворни намират брака за непочтен за френски крал, наричайки го mésalliance (от фр. „неравностоен брак“) с дъщеря на банкер. Медичите обаче са добре приети от цялото кралско семейство. Катерина създава силно приятелство както със сестрата на Франсоа I, Маргарита Наварска, и със сестрите на нейния съпруг Маргарита и Магдалена, и с кралица Елеонора.
Тя също успява да впечатли суверена. Франсоа I е поразен от нейната интелигентност, култура, скромност и покорство, но преди всичко от искрената привързаност, която тя му показва, толкова много, че я допуска в своя petite bande – кръга от фаворити, които го следват, където и да отиде. Именно за да следва свекъра си по време на ловните му излети, Катерина изобретява конната езда странично, която позволява на жените да не изостават от мъжете и да могат дискретно да показват формата на краката си.
Катерина е очарована от този суверен, изпълнен с joie de vivre (радост от живота), тя оценява величието, с което той царува, с което се движи вътре и извън двора, страстта му към изкуствата. В двора на Валоа момичето продължава политическото си чиракуване, което започва в папския двор, наблюдавайки поведението на краля, схватките между придворните и сблъсъците между придворните фаворити. Тя също е изключително възхитена от огромната му култура. Кралят знае италиански, френски и латински и разбира много добре старогръцки. Неговата лична библиотека съдържа 2118 книги по различни теми, от хуманитарни до научни области, демонстрирайки огромно интелектуално любопитство: редки ръкописи, текстове по история, математика, теология, философия, алхимия, астрономия, медицина, география, музика, история на науката и изкуството.
Споделяйки с балдъзата си Маргьорит Френска вкуса към изкуството и литературата, Катерина става нейна приятелка. С кралицата на Навара Маргарита тя участва в културното издигане на двора, по-специално чрез литературни композиции. По това време Катерина избира собствената си емблема: шалът на Ирис (дъгата).

#### Дофина на Франция
На 10 август 1536 г. най-големият син на краля, дофинът Франсоа дьо Валоа, умира внезапно, което прави Катерина и съпруга ѝ Анри новите наследници на френския трон. Това е повод и за други клюки: има подозрение, че двамата са отровили Дофина, за да заемат мястото му; по-специално е обвинена Катерина, като се има предвид, че отравянето се смята за италианско майсторство. Франсоа I не придава тежест на тези обвинения.
Новата ѝ позиция като дофина на Франция, в допълнение към скандала, причинен от скромния ѝ произход, подчертава факта, че тя все още не е родила наследник на кралството. Катерина също страда от безразличието, което съпругът ѝ, в когото тя е много влюбена, изпитва към нея, демонстрирайки вместо това сляпа страст към любовницата си Диан дьо Поатие, 19 години по-възрастна от него и негова бивша гувернантка.
През 1538 г., по време на италианска военна кампания, Анри става баща на дъщеря – Диана от Филипа Дучи. Заплахата от протонване пада върху Катерина като единствена виновница за безплодието на двойката. Хвърляйки се в сълзи в краката на свекъра си, тя казва, че е готова да се подчини на желанията му и с готовност да отиде в манастира, за да остави съпруга си свободен да сключи по-плодотворен брак, но трогнатият Франсоа I взима нейната страна, както и Маргарита Наварска. Диан дьо Поатие също подкрепя Катерина, мислейки, че една нова съпруга може да премахне влиянието на Дофина. За Катерина заплахата от прогонване е надвиснала още през 1536 г. – годината, в която се смята, че Анри и Даян са станали любовници, съответно на 17 и 36 години, но тя получава неочакваната подкрепа на съперницата си. Тя позволява на Анри да носи навсякъде цветовете на Даян.
Дофината се опитва по всякакъв начин да забременее, прилагайки лапи, пиейки урина от мулета и други лекарства: „Смятам, че няма никой, който да не си даде кръвта, за да ѝ даде дете“, пише венецианският пратеник. Катерина най-накрая се консултира с лекаря Жан Фернел, който открива аномалии в сексуалния апарат и на двамата: след неговия съвет през лятото на 1543 г. тя най-накрая забременява. През януари 1544 г. Катерина ражда наследник, Франсоа, бъдещият Франсоа II, посрещнат с многобройни тържества.
Двойката има много други деца, които следват в бърза последователност: Елизабет през 1545 г., Клод през 1547 г., Луи през 1549 г., но умира по-малко от година по-късно, бъдещият Шарл IX през 1550 г., бъдещият Анри III през 1552 г., Маргарита през 1553 г., Еркюл Франсоа през 1554 г. и накрая близначките Жана и Виктория (първата мъртвородена, втората умира след няколко седмици), през 1556 г.; последното раждане има усложнения и самата Катерина рискува да не оцелее. По-късно я съветват да няма повече деца. От всички нейни деца само Маргарита, най-малката ѝ дъщеря, наследява устойчивото ѝ здраве.
Катерина и съпругът ѝ са много дейни родители в живота на деликатните си деца, но тя трябва да търпи намесата на Диан дори с децата си: всъщност любовницата на съпруга ѝ се погрижва да намери подходящи гувернантки за тях, като постоянно разпитва за тях. Изглежда, че Катерина толерира ситуацията, само защото се говори, че Диан е тази, която е убедила Анри да спи с жена си. Този любовен триъгълник продължава до смъртта на Анри през 1559 г.

#### Кралица – италианка
През март 1547 г. Анри и Катерина стават владетели на Франция и в двора се извършва пълно преразпределение на властта. Конетабълът Ан дьо Монморанси, приятел и довереник на новия суверен, и разбира се Диан дьо Поатие, която получава титлата „херцогиня на Валентиноа“ и други почести, придобиват голямо влияние. Също на 10 юни 1549 г., по време на официалната коронация на Катерина като кралица на Франция в базиликата Сен Дени, Диан получава важна роля, като я засенчва.
Въпреки титлата на кралица на Франция Катерина всъщност няма реална политическа власт, а ролята ѝ е да създава потомство. В рамките на петнадесет години тя ражда десет деца, седем от които оцеляват. Трудностите при раждането на близначки през 1557 г. слагат край на това.
В дома си Катерина събира около себе си двор, където настанява много свои италиански сънародници. Нейното присъствие в двора прави възможно привличането на голям брой италианци във Франция, особено флорентинци (наречени „изгнаници“), които скоро влизат в кралския административен апарат. Тя е много внимателна към италианската политика на Франция и защитава противниците на Великия херцог на Тоскана, който отива в изгнание в кралството. Тя насърчава Анри II да поверява военни или административни отговорности на тези италианци, които предпочитат да служат на Франция, а не на императора. Братята Строци (Пиеро, Леоне, Роберто и Лоренцо), братовчеди на Катерина, които се отличават в служба на краля по време на Италианските войни астрологът Козимо Руджери и хуманистът Габриел Симеони, икономът Луиджи Аламани и съпругата му Мадалена Бонаюти, Антонио Гонди (който става един от най-влиятелните съветници на кралицата през 1570-те години) и съпругата му Мария-Катерина дьо Пиервив, довереница на Катерина.
Катерина трябва да търпи присъствието на кралската фаворитка Диан дьо Поатие. Въпреки че от уважение към нея кралят крие изневерите си от нея, тя трябва да приеме, че нейната съперница заема важно място в двора. Даян упражнява важно влияние върху краля и получава в замяна много отговорности. Така тя получава отговорността за образованието на кралските деца и титлата на херцогиня на Валентиноа. Катерина мълчаливо страда от тази ситуация. В известния дуел (coup de Jarnac), в който се противопоставят Франсо дьо Вивон, господар на Арделе, и Ги Шабо дьо Сен Желе, бъдещ барон на Жарнак, Катерина застава на страната на втория, тази на Ан дьо Писельо, херцогиня на Етамп, заклет враг на Даян.
Започвайки през 1552 г., Анри II подновява битките в източната част на кралството. През този период Катерина е назначена за регентка и контролира снабдяването и подкрепленията за армиите с помощта на конетабъла Ан дьо Монморанси. Тя също се намесва през 1557 г., след катастрофата от Битката при Сен Кантен. Тя е изпратена от краля да поиска от град Париж парите, необходими за продължаване на италианската кампания. И накрая, Катерина не пропуска открито да не одобрява Мирния договор от Като Камбрези, подписан на 2 и 3 април 1559 г., който кара Франция да загуби повечето си италиански владения и слага край на политиката си на намеса в Италия. Така тя отбелязва противопоставянето си на конетабъла и сближаването си с Дом Гиз. Договорът е последван от празненства, по време на които княжеските сватби трябва да укрепят току-що сключените политически съюзи. Докато втората ѝ дъщеря Клод се омъжва за херцог Карл III Лотарингски, през февруари най-голямата ѝ дъщеря Елизабет се омъжва за Филип II Испански, а балдъзата ѝ Маргарита – за херцог Емануил-Филиберт Савойски: първият брак се празнува чрез пълномощник в Нотр Дам дьо Пари на 22 юни, докато вторият се сключва на 10 юли, докато кралят е на смъртно легло. Всъщност на 30 юни 1559 г. Анри II е тежко ранен в главата от Габриел I дьо Монтгомери по време на турнир, проведен по повод сватбата на дъщеря му Елизабет с Филип II, празнувана чрез пълномощник в онези дни. Суверенът почива след 10-дневна агония.
Съвременниците посочват изключителната скръб, показана от кралицата при смъртта на краля. За да отбележи скръбта си, Катерина избира да се облича само в черно (докато траурът традиционно се отбелязва в бяло) и носи воал, който никога няма да остави. Страданието, причинено ѝ от спомена за покойния ѝ съпруг, дори я тласка да не присъства на коронацията на сина си Франсоа II на 18 септември 1559 г. Катерина сменя емблемата си: счупеното копие, с мотото „От там идват моите сълзи и моята болка (Lacrimae hinc, hinc dolor).

#### Управление на Франсоа II

##### Регентка на Франсоа II
Крал Анри II е наследен от най-големия си син – 15-годишният Франсоа II. Новият двор се установява в Лувъра. Всички очакват Катерина да се оттегли: тя трябва да остане четиридесет дни там, където съпругът ѝ е починал. Но от деня след смъртта му тя не възнамерява да се противопоставя на Дом Гиз, които са богати и освен това свързани с кралското семейство (Франсоа II се жени за Мария Стюарт, произхождаща от Гиз по майчина линия чрез Мари дьо Гиз). Произхождащи от Лотарингите (те са германски братовчеди на младия херцог на Лотарингия Шарл III) и роднини на кралското семейство (ФрансоадьоГиз е съпруг на Ана д'Есте, кралска братовчека, и е син на Антоанет дьо Бурбон-Вандом.</ref>, Гиз са богати и могъщи. Те знаят как да си осигурят първостепенно място в двора, а сестра им Мари дьо Гиз, майка на новата кралица, е регентка на Шотландия за дъщеря си.
Катерина подкрепя Гиз и одобрява поставянето настрана на конетабъла Ан дьо Монморенси и на Диан дьо Поатие. Самата тя се намесва в преразпределението на кралските услуги, като разменя с бившата фаворитка замъка Шенонсо за този на Шомон. Тя не показва публично недоволство срещу бившата си съперница. Благодарение на властта, която упражнява върху младия крал, Катерина играе централна роля в кралския съвет, но дълбоко трогната от смъртта на съпруга си, тя остава настрана в сравнение с Гиз, които държат реалната власт.
Първата грижа на Катерина е здравето на сина ѝ. Франсоа II страда от вродена малформация. Въпреки неопитността на младата му съпруга – кралица Мария Стюарт Катерина проницателно не се изтъква много и винаги ѝ дава почетното място. Уловена между прикритията на католическата партия и протестантите, Катерина е принудена да играе двойна игра.
Нейният контакти с протестантите и с Луи дьо Бурбон, принц на Конде, предизвиква към нея подозренията и недоверието на Гиз и на Мария Стюарт. Подкрепяйки междурелигиозния диалог като единственото решение на кризата, тя остава изолирана в съвета. Катерина не може да изрази мнението си, нито да предотврати екзекуцията на Ан дю Бур през декември 1559 г. Ситуацията се влошава бързо със заговора от Амбоаз през март 1560 г. Заговорът е неуспешен преврат от протестантите, за да завладеят личността на крал Франсоа II и да го отстрани от влиянието на Гиз. Това е първият кървав епизод от френските религиозни войни, които се провеждат във Франция от 1562 до 1598 г.
Смъртта на 16-годишния Франсоа II на 5 декември 1560 г. наранява дълбоко Катерина, но също така ѝ позволява да поеме юздите на властта. Франсоа умира от бърза и смъртоносна болест: в лявото ухо му се появява фистула, започва гангрена, и след като боледува по-малко от две седмици, той умира в Орлеан, без да остави преки наследници. На трона се възкачва 10-годишният му брат Шарл IX, с което настъпва времето на Катерина де Медичи – фактическата господарка на Франция до смъртта ѝ през 1589 г. С династически бракове тя се стреми да разшири и укрепи интересите на династията Валоа.

##### Протестанският проблем
Управлението на Франсоа II е белязано от възхода на религиозното насилие. До момента Анри II е потискал много жестоко протестантството. Смъртта му насърчава протестантите да поискат свобода на съвестта и богослужението. Въпреки че техният лидер Жан Калвин осъжда насилието, малцинство реформатори искат да се преборят с него със сила. Изправени пред нарастващата заплаха, Гиз подкрепят политиката на репресии.
След смъртта на съпруга си Катерина де Медичи е смятана от някои протестантски власти за непредубедена и чувствителна към несправедливостта. Под влиянието на най-близките си приятели, привлечени от протестантската реформа (принцеса Маргьорит, Жаклин дьо Лонгви, херцогиня на Монпансие, и Луиз дьо Клермон, виконтеса на Юзес, и осъзнавайки безполезността на репресиите, Катерина започва след смъртта на краля диалог с протестантите. Тя казва, че е готова да приеме присъствието им, при условие че останат дискретни и че не се събират (и така избягват вълненията сред населението). Постепенно тя става, срещу Гиз, най-твърдата опора на привържениците на гражданската толерантност (наричани още умерени).
Катерина обаче остава непозната за новата религия. Наранена от заповедта на проповедниците, тя напълно одобрява наказанието на нарушителите. Трогната лично от обидните брошури, депозирани в дома ѝ по време на заговора на Амбоаз, тя подкрепя репресиите от Гиз на бунтовниците хугеноти, които нападат кралската резиденция.

##### Излизане на Катерина де Медичи на сцената
Степента на недоволството, причинено от Гиз през пролетта на 1560 г., ги принуждава да отстъпят повече власт на Катерина де Медичи. Дотогава резервирана и белязана от болката на траура, кралицата-майка взема повече участие в управлението. Възходът на умерената партия увеличава нейното политическо влияние и партията на репресиите е принудена да се вслушва повече в нея. Тя се заобиколя с умерени съветници, благосклонни към Реформацията, и подкрепя техните идеи в рамките на кралския съвет. Сред тях са църковни дейци като Жан дьо Морвийе, Жан де Монлюк (заподозрян от Рим в протестантство) и Пол дьо Фоа (арестуван от краля предходната година заедно с Ан дьо Бур).
През юни тя позволява на юриста Мишел дьо Л'Опитал, противник на репресиите, да бъде назначен за канцлер на Франция. През август тя успява да събере във Фонтенбло събрание на знатни лица за обсъждане на проблемите на кралството и подкрепя, въпреки враждебността на папата, провеждането на национален съвет за реформиране на Френската църква.
Смъртта на сина ѝ Франсоа II на 5 декември 1560 г. я наранява дълбоко, но ѝ позволява да поеме юздите на властта в свои ръце.

#### Управление на Шарл IX
По-малкият брат на краля се възкачва на трона като Шарл IX. Тъй като е само на десет години и следователно все още непълнолетен, Катерина де Медичи е обявена за регент. Изправена пред религиозни вълнения, тя установява с подкрепата на умерени съветници политика на помирение. Провалът на нейната политика обаче я кара да втвърдява многократно позицията си по отношение на протестантите.

##### Регентство и продължаване на политиката на помирение
Шарл Масимилиен е само на десет години през 1560 г. Възкачва се на престола като Шарл IX . Крал Франсоа все още не е умрял, а Катерина вече се е поставила на предна линия: сега тя преговаря с Антон дьо Бурбон, принц по кръв, за да определи кой от тях двамата ще заеме регентството. Тя е вдъхновена от две течения: Еразмизмът, вдъхновен от Еразъм Ротердамски и ориентиран към политиката на мир, и Неоплатонизма, който проповядва божествената мисия на суверена, така че хармонията да царува в неговото царство. Тя и канцлерът Мишел дьо л'Опитал трябва да бъдат класифицирани в полето на „постевангелистите“, което включва както абати, епископи, пастори, така и членове на парламента. Постевангелистите се съгласяват теологично по някои точки с калвинистите. Те имат същата августинова концепция за човека, напълно съблазнен от греха. Въпреки това те се различават от протестантството по факта, че за тях човекът има част от свободната воля, която го предпазва от падане произволно в добро или зло. Човек е в партньорство с Бог, за да прави добро на Земята.
Появата на Катерин де Медичи и Мишел дьо л'Опитал на политическата сцена означава, че има прогресивно намаляване на натиска върху реформираните. Те разкриват вярата си посред бял ден и дворът, разположен в Шато дьо Сен Жермен, вижда пристигането на голям брой „разколници“.
За да подобри съдбата на поданиците си, готови да се разделят, Катерина де Медичи умножава преговорите и срещите за вземане на решения. От декември 1560 г. Генералните щати, обединяващи трите реда на обществото, се провеждат в Орлеан. Те заседават отново през лятото на 1561 г. И накрая, през септември същата година се провежда Колоквиумът на Поаси, целящ да помири католическата и протестантската религия. По този начин Катерина де Медичи отблъсква папа Пий IV и непримиримите католици, но остава много оптимистично настроена за развитието на ситуацията.
На 17 януари 1562 г. тя обнародва едикта от Сен Жермен, който представлява истинска революция, тъй като поставя под въпрос свещената връзка между религиозното единство и приемствеността на политическата организация. Всъщност с януарския едикт свободата на съвестта и богослужението е била разрешена за протестантите, при условие че върнат всички места за богослужение, които са си присвоили. Този указ е част от политиката на помирение, желана от Катерина де Медичи и Мишел дьо л'Опитал. Според тях реформираните не са били причината за злото, сполетяло земята, а агент на покръстването, който Бог е изпратил, за да накара човечеството да осъзнае греха си. Следователно мисията на политическите лидери за Катерина де Медичи е да накара хората да се дистанцират от течението на нарастващото насилие, надвиснало над кралството. Но януарският едикт се проваля поради твърде силни антагонизми, които се противопоставят на протестанти и католици. Триумвират, съставен от тримата бивши фаворити на Анри II, се противопоставя на политиката на толерантност на кралицата майка. Антоан дьо Бурбон, крал на Навара избира лагера на католиците. Трудно е положението на регентката. Тя се надява на подкрепата на принца на Конде, водач на протестантите.

##### Между войните и мира
Първата религиозна война започва през 1562 г. с клането във Васи: на връщане от провинциалното си имение към Париж водачът на католическата партия Франсоа I дьо Гиз, заедно с голяма група рицари, минава през селцето Васи. Там вижда хугеноти (протестанти), извършващи неделно богослужение в църквата си и празнуващи януарския едикт (издаден от Шарл ІХ, с който за първи път на хугенотите се дава право, макар и ограничено, да изповядват свободно религията си). Цялата фамилия Гиз остро се противопоставя на едикта, което вероятно е причина за намалена търпимост по време на инцидента. За кратко време са убити няколко десетки хугеноти, между които жени и деца. Смъртта и затварянето на главните военни лидери позволяват на Катерина да възстанови мира в кралството. Дистанцирайки се от Гиз, тя най-накрая предоставя на хугенотите едикта от Амбоаз през март 1563 г. Той вече предвижда известна свобода на култа във величествени домове и градове.
През август 1563 г. Шарл IX става пълнолетен. Катерина изоставя регентството, но Шарл IX незабавно потвърждава всичките ѝ вече притежавани правомощия.
В този период Катерина също започва да строи и трансформира кралските дворци: тя кара Филиберт Делорм да преработи Тюйлери и моли Франческо Приматичо да построи мавзолея на Валоа в Сен Дени – шедьовър в чест на починалия Анри II. През 1564 г. тя пише писмо до сина си „за контрола на двора и за управлението“ – поредица от съвети за това как един крал трябва да прекарва времето си и как да се справя с двора. Между февруари и март 1564 г. тя организира големи партита във Фонтенбло. Месец март бележи и началото на голямото пътуване на Шарл IX през Франция, организирано от Катерина. Кралското пътуване продължава 28 месеца, до 1566 г. На всеки етап кралят се показва на градовете заедно с кралицата майка: Катерина иска да направи младия суверен известен на хората.
През 1567 г. конфликтите се подновяват. Идва ред на изненадата на Мо: заговор, организиран през 1567 г. от Луи I дьо Бурбон-Конде и целящ отвличането на френския крал Шарл IX заедно с кралското семейство. Заговорът се проваля и е отключващото събитие за Втората френска религиозна война (1567 – 1568 г.).
Популярността на кралицата-майка намалява все повече и повече в очите на обществеността. Ситуацията се влошава непрекъснато и политиката на толерантност вече не работи. Катерина отново застава на страната на католиците и уволнява Мишел дьо л'Оспитал през май 1568 г. Стига се до ужасни битки, които довеждат страната до разруха. През 1570 г. Катерина притиска протестантите да приемат Договора от Сен Жермен.

##### Вартоломеева нощ
Името на Катерина де Медичи е свързано с едно от най-кървавите събития в историята на Франция – Вартоломеевата нощ. Няма никакви съмнения, че именно тя стои зад решението на Шарл IX от 23 август, когато той се разпорежда: „Тогава ги убийте всичките, убийте ги всички!“
Въпреки че Катерина пристиска протестантите да приемат Договора от Сен Жармен, тя скоро отново се загрижва за нарастващото значение на хугенотската партия и за влиянието, което адмирал дьо Колини има върху краля. Този стар водач на Реформацията обединява негодуванието на разбунтувалите се благородници. Катерина се опитва да постигне окончателно помирение между двете страни, като урежда брака на дъщеря си Маргьорит с бурбонския принц Анри IV Наварски, наследник на Бурбоните и на наварските владения. Но изправена пред непримиримостта и на двете страни, тя се съгласява главните лидери на хугенотите, които са пристигнали в Париж за сватбата, да бъдат разстреляни. Всъщност Катерина и нейните италиански съветници Албер де Гонди, Лудовико Гондзага и Рене Савойски очакват хугенотско въстание след покушението на Гаспар дьо Колини и решават да нанесат първи удар, и да унищожат хугенотските лидери.
Вартоломеевата нощ започва в първите часове на 24 август 1572 г. Кралските гвардейци се втурват в спалнята на Колини, убиват го и изхвърлят тялото му през прозореца. Едновременно с това прозвучава и камбаната на църквата, което е условният знак за началото на убийствата на хугенотските лидери, повечето от които умират в леглата си. Новият зет на краля, Анри Наварски, е поставен пред избора между смъртта, доживотния затвор или преминаването към Католицизма. Той решава да стане католик, след което му предлагат да остане в стаята си за своя собствена безопасност. Всички хугеноти вътре и извън Лувъра са убити, а тези, които успяват да избягат на улицата, са застреляни от чакащите ги там кралски стрелци. Клането в Париж продължава почти седмица, разпростирайки се из много провинции на Франция, където безредните убийства продължават. По думите на историка Жул Мишле „Вартоломеевата нощ не е била нощ, а цял сезон“. Това клане възхищава Католическа Европа и Катерина се наслаждава на похвали. Когато на 29 септември Анри дьо Бурбон застава на колене пред олтара като порядъчен католик, тя се обръща към посланиците и се засмива. От това време води своето начало „черната легенда“ за Катерина, злата италианска кралица.
Хугенотските писатели заклеймяват Катерина като коварна италианка, която следва съвета на Макиавели „убий всички врагове с един удар“. Въпреки обвиненията на съвременниците за планиране на клането, някои историци не са напълно съгласни с това, че убийства са били планирани предварително. Много от тях разглеждат клането като „хирургически удар“, който излиза извън контрол. Същевременно фактът, че кралицата-майка е знаела за готвените убийства, е практически неоспорим.
Противоречиви хипотези все още се изправят една срещу друга днес относно отговорността за това клане на хугенотите, намиращи се в Париж. Един от тях приписва вината на Катерина, но други настояват за все още латентната воля на младия крал да се дистанцира от влиянието на майка си и нейната политика на толерантност. Това клане, което взима няколко хиляди жертви в Париж и в провинциите, ще натежи изключително много върху популярността на Катерина в протестантската мисъл и в историята.
Две години по-късно, на 30 май 1574 г., Шарл IX умира от туберкулоза, оставяйки регентството на кралството на Катерина до завръщането във Франция на наследника Анри III.

#### Културна политика

##### Културна политика в услуга на монархията
Катерина де Медичи следва културната политика, която нейният свекър Франсоа I е утвърдил. Дворът ѝ е поредица от празненства, балове и игри. През февруари-март 1564 г. кралицата-майка организира най-пищните партита, които кралството някога е познавало в двора на Шато дьо Фонтенбло. Катерина иска да заслепи своите поданици. Балетите и митологичните представления описват политиката на толерантност на кралицата, както и славата на Франция и кралския дом. Децата на Катерина участват в танците и се обличат в шоута, които подчертават единството на кралското семейство.
Катерина де Медичи се заобикаля с пленителни жени (нейната „летяща ескадрила“), които привличат мъже в двора и ги карат да изоставят страната на войната за тази на мира. Макар че тя насърчава празненствата и оставя модата да върви по своя път, кралицата-майка винаги е строга по отношение на морала на своя двор и следи добродетелта на своите служителки. Когато една от тях, Изабел дьо Лимей, забременява от принца на Конде (1564 г.), тя предизвиканият скандал и докарва гнева на кралицата-майка, която я прогонва неправомерно. През 1564 г. тя пише писмо за сина си за дворцовата полиция и за за управлението - поредица от съвети, които определят графика на краля и как да се грижи за своя двор.
Отлична ездачка, понякога ѝ се приписва, че е внесла във Франция начина на езда на странично седло. Тя налага корсета и долните гащи по време на конна езда на дамите от своя двор.
Идвайки от Италия, придружена от флорентински готвачи, сладкари и майстори на сладкиши, се говори, че тя е представила на двора на Франция зеленчуци, непознати дотогава, като боб, артишок, броколи или грах, и според популярните традиции тя също е м основата на произхода на разпространението на аспержи, домати, спанак, вилица, макарони, сорбе и ганаш, което води до „Френска гастрономическа революция“. Въпреки това, според историка на храните Пиер Льоклерк, влиянието, приписвано на Катерина де Медичи, е въпрос на легенда.

##### Меценатство
Наследница на вкусовете на Медичите към изкуството, Катерина де Медичи се счита за един от най-големите френски меценати на XVI век. Тя иска да се заобикаля с художници, поети, писатели и музиканти, които води в двора и назначава на собствената си служба, което никоя кралица на Франция не е правила дотогава. Нейната политика на инсценировка на монархията е съчетана с истинска страст към изкуството. Интересува се както от златарство и музика, така и от рисуване и архитектура. Катерина де Медичи също има особен интерес към френския портрет и умножава броя на портретистите на нейна служба, включително Франсоа Клуе и братята Дюмонстие. При смъртта ѝ колекцията ѝ от портрети включва между 600 и 700 броя, сега разпръснати по целия свят.
Катерина е патрон и на писатели като Мишел дьо Монтен и Пиер дьо Ронсар. Тя обръща особено внимание на фаворизирането на френските художници, вместо да призовава италиански художници, както е било обичайно сред кралете на Франция от началото на Ренесанса.
Днес не е останало много от разкошните ѝ колекции. Приживе видни посетители имат възможност да идват и да им се възхищават в големия ѝ парижки дворец, но частично монополизирани от Католическата лига след смъртта ѝ, сега те или са изчезнали, или разпръснати.
Катерина също прилага строителна политика и архитектурни трансформации: тя строи двореца Тюйлери чрез Филибер Делорм недалеч от Лувъра и разширява замъка Шенонсо. Най-големият ѝ проект е този на разкошния мавзолей на Валоа в Сен Дени, построен в античен стил под формата на ротонда, която радикално контрастира със средновековния стил на базиликата. Вече го няма, но този паметник, издигнат в чест на последния Валоа, би трябвало да съдържа всички легнали изображения на нейните деца, подредени около паметника, посветен на нея и нейния съпруг. Има и три легнали фигури на кралската двойка, включително тези, направени от Франческо Приматичо и Жермен Пилон.
С изключение на Замъка Шенонсо, нищо не е останало от многото ѝ строителни обекти. Дворецът Тюйлери, луксозният Hôtel de la Reine, параклисът Валоа в Сен Дени и замъците на Монтсо и Сен Мор, които тя високо цени, са изчезнали.

#### Управление на Анри III

##### Неуморно търсене на хармония
Херцогът на Анжу, третият син на Катерина, наследява брат си под името Анри III, след като се завръща във Франция от Полша, на която е избран за крал. Той е любимият син на Катерина и несъмнено най-умният от тримата. Тя го оставя да управлява сам, без обаче да престава да работи за мир. Всъщност тя е тази, която провежда преговорите и която пътува през Франция, за да наложи мирните едикти.
Интересът на Анри към управлението на кралството не е постоянен. В негово писмо от 1583 г. четем: „Във времето докато съм при капуцините и ако има някакви срочни и важни дела...вие и другите, трябва да се обръщате към кралицата, а да не изпращате за мен.“
Следователно през 1578 г. Катерина започва второ пътуване из Франция, което я отвежда в Нерак, където кара дъщеря си Маргьорит да се помири със съпруга си, краля на Навара, затваряйки и осъждайки на смърт любовника ѝ, и след случилото я избягва до смъртта си. В конфликта, който изправя краля срещу брат му Франсоа III, херцог на Алансон, Катерина постоянно присъства, за да възстанови отново мира. Въпреки че вече е почти на 60 г., тя никога не се поколебава да плати цената на непопулярността на френската корона от собствения си джоб. През 1585 г. заминава на изток, за да призове Дом Гиз към ред. Властта на сина ѝ е заплашена от прекалено могъщата Католическа лига, оглавявана от фамилията Гиз.
През 1586 г. тя започва преговори с Анри Наварски на югозапад. Въпреки недоверието към кралското семейство, след нейните странствания из страната, когато Катерина е пред очите на Париж, всички граждани аплодират тази несломима жена, която дори на 68 години намира сили и упоритост да се бори за своя идеал за помирение: това е истинският триумф на Катерина.
Накрая, при избухването на Деня на барикадите (1588 г.), насърчаван от Католическата лига, която отказва да приема заповеди от когото и да било, освен от херцог Анри дьо Гиз, кралицата майка не се страхува да се изправи срещу парижкия бунт и тръгва по улиците на Париж, съкрушена през барикадите. Благодарение на това, че се бори с и срещу всички за вътрешната хармония на кралството, Катерина де Медичи се превръща в очите на своите съвременници в необичайна фигура, която предизвиква уважение. Нейната упоритост в напразната борба срещу неконтролируемите елементи обаче кара Катерина да се дистанцира от реалността и нейната кауза е повече от всякога лишена от взимане в предвид.

### Смърт
Няколко дни след убийството на херцог Анри дьо Гиз в замъка в Блоа, през декември 1588 г., за чийто план кралят (раздразнен от въстанието, от обвиненията, че е твърде снизходителен към протестантите, и заподозрян, че е пристрастен към порока на дявола, т.е. хомосексуалността) не я е информирал, Катерина се разболява. На 5 януари 1589 г. тя моли за изповедник, получава последно причастие и умира от плеврит, заобиколена от любовта на семейството си, но напълно опустошена от разрухата на семейството и на политиката си, на 69-годишна възраст.
Тъй като базиликата Сен Дени е в ръцете на Католическата лига, тя не може да се възползва от разкошната гробница, която е построила в Ротондата на Валоа, съседна на базиликата. Погребана е в църквата „Сен Савьор“ в Блоа. Тленните ѝ останки са пренесени в Сен Дени едва 22 години по-късно. Но през 1719 г. Ротондата на Валоа е разрушена и гробницата е сглобена отново в северния ръкав на трансепта на базиликата. На 1 август 1793 г. революционерите оскверняват гробницата и хвърлят останките на крал Анри II и кралица Катерина де Медичи в общ гроб. На 18 януари 1817 г., по време на Реставрацията, телата са намерени и депозирани в стария трезор на Тюрен, в базиликата Сен Дени.
Според известен анекдот за нейната смърт около петнадесет години по-рано, около 1571 г., нейният астролог Комо Руджери ѝ е предсказал, че тя ще умре „близо до Сен Жермен“. Катерина де Медичи, която е много суеверна, след това се отдалечава от всички места, които напомнят от близо или далеч на „Сен Жермен“. Така например тя прекъсва строителството на Двореца Тюйлери в зависимост от енорията Сен Жармен л'Окзероа и набързо се установява през 1572 г. в това, което трябва да стане Hôtel de la Reine, в зависимост от енорията Сент Юсташ. Тя също отказва да отиде в кралския замък в Сен Жермен ан Ле. Но съдбата я застига и на смъртния си одър, когато тя пита името си на изповедника, който я извиква, за да ѝ даде последно причастие, той отговаря: Жулиен дьо Сен Жермен.

## Черната легенда за Катерина де Медичи

### Историография
Личността на Катерина де Медичи е трудно да се очертае точно, защото с нейната фигура винаги е била свързана „черна легенда“. Народната традиция е увековечила паметта ѝ, превръщайки я в въплъщение на безпощадност, макиавелизъм и деспотизъм. Дълго време дори историците са популяризирали този образ, без да осъзнават грешките си. Процес на истинска дезинформация превръща Катерина де Медичи в кръвожадно чудовище.
Още по времето на религиозните войни както екстремистките католици, така и протестантите я правят обект на памфлетни атаки, също въз основа на факта, че е чужденка, идваща от страна, известна по това време с интриги и с употребата на отрови. За увековечаване на фалшив образ на кралицата е добавена пропагандата, насочена срещу Валоа. Разпадането на династията окончателно попречва на нейното възстановяване. Още по-лошо, през 17 век историци и мемоаристи умишлено презират Валоа, за да издигнат допълнително образа на новата династия на Бурбоните. Тогава е забравено, че великолепните резултати, получени първо от Анри IV и след това от Ришельо, не са нищо друго освен чистото продължение на политиката на Катерина де Медичи.
През 18 век мъдрата политика на кралицата се възприема като потиснически и произволен деспотизъм. В крайна сметка изобличаването на крале е модерно. Жан-Пол Марат повтаря най-мръсните истории с описание на мракобесието, за да ги изобличи. По този начин Френската революция придава окончателен облик на черната легенда за Катерина де Медичи.
През 19 век писателите, първо Александър Дюма, училищните учебници и популярната традиция възприемат всички тези предразсъдъци, без да вземат предвид пълното противоречие между факти и легенди. Обвиненията, според които Катерина е отровила кралицата на Навара Жана д'Албре и след това, неволно, своя син Шарл IX, са само дело на романисти (тезата, която Дюма излага в романа Кралица Марго) и не се основават на никакъв осезаем елемент. Само Оноре дьо Балзак ще се опита да отдаде справедливост на Катерина, представяйки я като велик суверен, който е успял да устои на несгодите на религиозните войни.
Едва през втората половина на 20 век традиционната историографска интерпретация е оспорена. Фигурата на Катерина де Медичи е реабилитирана от съвременните историци, но нейният най-разпространен образ продължава да бъде негативен, особено във Франция. В някои френски замъци например гидовете продължават да разказват, че някои шкафове, принадлежали на кралицата, са били използвани за съхранение на нейните отрови, и други зловещи легенди, харесвани от посетителите. Всичко това допринася за подхранването на мрачния образ на Катерина Медичи във Франция до наши дни.

### Легенда
Основните черти, приписвани от черната легенда на фигурата на Катерина де Медичи, са:
- „Властна жена, която се стреми да завземе властта“. Трябва да се има предвид, че Катерина де Медичи има легитимността на своя страна. Като кралица майка запазването на наследството на децата си е нейно задължение. Тъй като Франция е обърната с главата надолу от фракционните борби, неин дълг е да наложи монархията и да защити целостта на кралството. Тъй като приема тази функция присърце, Катерина де Медичи е жена с власт, точно както е била нейната съседка Елизабет I. По същия начин като Франсоа I или Анри IV, тя също се опитва да направи кралската власт по-силна.
- „Зла жена, готова да прибегне до най-крайни средства, за да запази властта". Какво ли не е казано за тези известни отрови, тези тайни капани или дори тези убийци, които тя е държала на служба. Това са най-вече необосновани инсинуации. Историците погрешно смятат, че именно тя е организирала клането през Вартоломеевата нощ. Някои дори са си я представяли как разглежда с презрение купчината трупове на избити протестанти в двора на Лувъра.
- „Адепт на макиавелизма“. Противниците на Катерина я обвиняват в увъртане между страните и дори в създаване на разногласия, за да царува по-добре. В действителност тя не се доверява на никоя партия и прекарва живота си в опити да сдържи амбициите им и да изтъкне само краля. Това е деградацията на кралската власт и слабостта на нейните средства, които задължават Катерина де Медичи да се опира ту на тази, ту на онази партия.[114]
- „Италианка, която позволява Франция да бъде управлявана от чужденци“. В много отношения Катерина е смятана за чужденка. Вярно е, че има италиански акцент. Когато пристига във Франция, за да се омъжи за херцога на Орлеан, тя едва говори френски. От друга страна кралицата ефективно въвежда някои от членовете на семейството си от италиански произход, като Албер дьо Гонди и Рене де Бираг, в двора и на власт. Но повечето от тях са израснали във Франция и притежават изискана култура и интелигентност, основани на изящната гъвкавост на Италианския ренесанс. Тяхната политика винаги е била насочена към служба на тяхната осиновена страна.
- „Раздразнителна жена, проядена от ревност“. Писателите са склонни да преувеличават омразата на Катерина де Медичи към Диан дьо Поатие, фаворитката на нейния съпруг. Вярно е, че Катерина не изпитва никаква симпатия към тази, която нарича „блудницата на краля“, но оттук нататък да си я представим като дива отмъстителност към фаворита при смъртта на Анри II е прекалено. Романистите погрешно възраждат легендата, че Диан дьо Поатие е отговаряла за образованието на кралските деца и че това е причинило горчивина на кралицата. В действителност Катерина де Медичи се грижи за децата си много повече от нея.[115]
- „Жена, отдадена на магията, за да постигне целите си“. Срещите на кралицата-майка с Нострадамус са потвърдени, но хулителите винаги са я предлагали да бъде заобиколена от магьосници, особено италианци, борещи се с „магически отвари и огледала“.[116]

### Личност
Катерина де Медичи се очертава в съвременната историография като прагматична жена, със сложен и решителен характер, изкован от голям брой трудности и скърби (започвайки със затвора, на който е била принудена в детството ѝ). Предана съпруга, след смъртта на Анри II действията ѝ изглеждат постоянно продиктувани от целта да спаси децата си и потомците на Валоа, идентифицирани с благосъстоянието на Франция. Дъщеря на своето време, тя въплъщава добре неговите противоречия: докато е рационалистка например, тя е изключително суеверна, дотолкова че се посвещава на окултизма.
Катерина де Медичи кара готвачи от Флоренция, Муджело и Урбино да дойдат в Париж. Някои от техните рецепти повлияват на последващото развитие на някои типични френски ястия.

## Брак и потомство
∞ 28 октомври 1533 в църквата „Свето Фереол“ в Марсилия за Анри II (* 31 март 1519, Сен Жармен ан Ле, Кралство Франция; † 10 юли 1559, Париж, пак там), бъдещ крал на Франция, от когото има пет сина и пет дъщери:
- Франсоа II (* 19 януари 1544, Фонтенбло; † 5 декември 1560, Орлеан), крал на Франция от 10 юли 1559 г. до смъртта си, крал-консорт на Шотландия от 24 април 1558 г. до смъртта си. ∞ 24 април 1558 за шотландска кралица Мария Стюарт, дъщеря на Джеймс V и Мари дьо Гиз. Бездетен.
- Елизабет (* 2 април 1545, Фонтенбло; † 3 октомври 1638, Мадрид), чрез брак кралица на Испания (1545 – 1568) като Исабела Мирната; ∞ 22 юни 1559 г. в катедралата Нотр Дам в Париж за крал Филип II Испански, представен от херцога на Алба. Има 2 дъщери.
- Клод (* 12 ноември 1547, Фонтенбло; † 21 февруари 1575, Нанси, Лотарингия), чрез брак херцогиня на Лотарингия (1547 – 1575); ∞ за Карл III Велики, или Шарл III (* 18 февруари 1543, Нанси, ; † 14 май 1608, пак там), херцог на Лотарингия (1545 – 1608), от когото има 9 деца.
- Луи (* 3 февруари 1549, † 24 октомври 1550), херцог на Орлеан като Луи III (1549)
- Шарл Максимилиен (* 27 юни 1550, Сен Жармен ан Ле; † 30 май 1574, Венсен), крал на Франция като Шарл IX (1560 – 1574); ∞ 26 ноември 1570 за Елизабет Австрийска, от която има една дъщеря. Има и един извънбрачен син.
- Анри Александър Едуар, крал на Франция като Анри III (1551 – 1589), първият избран монарх на Полско-литовската държава (1573 – 1574); ∞ 15 февруари 1575 за Луиза Лотарингска-Водемон (* 30 април 1553, Номени; † 29 януари 1601, Мулен), от която няма деца. Последен крал от династията Валоа.
- Маргарита (* 14 май 1553, Сен Жармен ан Ле, † 27 март 1615, Париж), чрез брак кралица на Франция и Навара (1553 – 1615); ∞ 18 август 1572 за Анри дьо Бурбон (* 13 декември 1553; † 14 май 1610), херцог на Вандом (1562 – 1589), крал на Навара (1572 – 1610), дофин на Виен (1589 – 1601) и крал на Франция (1589 – 1610), от когото няма деца.
- Франсоа Еркюл (* 18 март 1555, Сен Жармен ан Ле; † 19 юни 1584, Шато Тиери), херцог на Алансон и херцог на Анжу (1555 – 1584); бездетен
- Виктория (* 24 юни 1556, † 17 август 1556)
- Жана (*/ † 24 юни 1556), близначка на Виктория

- Децата на Катерина
- Франсоа II и съпругата му Мария Стюарт
- Елизабет
- Клод
- Шарл IX
- Анри III
- Маргьорит
- Франсоа Еркюл
- Луи, Жана и Виктория

## Катерина де Медичи в популярната култура

### Кино и телевизия
Фигурата на кралицата майка е вдъхновила много филмови продукции, смесващи епизоди от придворни интриги, заговори срещу короната, Вартоломеевата нощ, където няколко актриси играят нейните роли.
- 1913: Неизвестна актриса в Le Treizième Convive от Жорж-Андре Лакроа
- 1914: Жана Грумбах в La Reine Margot от Анри Дефонтен
- 1916: Джоузефин Кроуел в Intolerance от Дейвид Уорк Грифит
- 1923: Ирен Рук в The Loves of Mary, Queen of Scot от Денисън Клифт
- 1924: Стела Сейнт Одри в Henry, King of Navarre от Морис Елви
- 1928: Бланш Берни в Le Tournoi dans la cité от Жан Реноар
- 1937: Аурора Кампуцано в Nostradamus от Хуан Бустило Оро и Антонио Хелу
- 1937: Колет Борели (дете), Полет Еламбер (юноша), Марсел Самсон (възрастна) и Маргьорит Морено (възрастна) в Les Perles de la couronne от Кристиан-Жак
- 1942: Мария Палмър в Nostradamus and the Queen от Дейвид Милър и Джери Торп
- 1954: Франсоаз Розе в la Reine Margot от Жан Древил
- 1956: Жермен Дермо в Si Paris nous était conté от Саша Гитри
- 1956: Мариза Паван в Diane от Дейвид Милър; 1959
- Жермен Дермоз в La Pavane de Blois от Рене Дюпюи и Клод Даг
- 1960: Мария Мерико в L’Assassinat du duc de Guise от Ги Лесертисьор, епизод La caméra explore le temps
- 1961: Рене-Мари Поте в La Dame de Monsoreau от Ален Буде
- 1961: Памела Браун в sir Fracis Drake на Дейвид Грийн
- 1961: Леа Падовани в La Princesse de Clèves от Жан Деланоа
- 1961: Алис Саприч в La Reine Margot от Рене Люко
- 1964: Иза Миранда в Hardi ! Pardaillan от Бернар Бордери
- 1966: Джоан Йънг в The Massacre of St Bartholomew's в Доктор Кой
- 1968: Рози Варте в Nostradamus ou le prophète en son pays от Пиер Бадел
- 1971: Маргарета Скот в Elizabeth R на Родерик Греъм
- 1971; Мария Мерико в La Dame de Monsoreau от Яник Андреи
- 1971: Катрин Кат в Mary Stuart, reine d’Ecosse на Шарл Жарот
- 1971: Жермен Ледоайен в L'Exécution du duc de Guise на Пиер Бюро
- 1978: Алида Вали в Le Mumulte d'Amboise на Серж Фридман, епизод от Les grandes conjurations
- 1978: Мария Мерико в La Guerre des trois Henri на Марсел Кравен
- 1981: Мария Тереза Ривас в Los Pardaillan
- 1988: Доминик Бланшар в Le Chevalier de Pardaillan на Жозе Даян
- 1989: Алис Саприч в Catherine de Médicis на Ив-Андре Юбер
- 1990: Сара Бертела в Cellini, l’or et le sang на Джакомо Батиато
- 1990: Лаура Бети в Dames galantes на Жан Шарл Такела
- 1994: Аманда Плъмър в Nostradamus на Роджър Крисчън
- 1994: Вирна Лизи в la Reine Margot на Патрис Шеро
- 1996: Екатерина Василиева в „Королева Марго“ от Александър Муратов
- 2001: Франсоаз Ориан в La Reine Margot от Стивън Шанк и Витолд Гран-Хенри
- 2003: Мари-Кристин Баро в Saint-Germain ou la Négociation от Жерар Корбийо
- 2008: Роза Новел в La Dame de Monsoreau от Мишел Хасан
- Ева Куинто в Catherine de Médicis et les intrigues des châteaux de la Loire на Жан-Кристоф дьо Ревиер, епизод от поредицата Secrets d’Histoire
- 2013: Меган Фолоус в Reign на Холи Дейл, Матю Хейстингс и Брад Силбърлинг;
- 2017: Елза де Белиловски в La Légende noire de la Reine Margot на Филип Вержео, епизод от Тайните на историята;
- 2017: Александра Казан (на възраст) и Мари Буве (млада) в La Guerre des trônes, la véritable histoire de l'Europe
- 2017: Меган Фолоус в Reign: The Fate of a Queen от Лори Маккарти
- 2018: Джулия Мюние в Marie-Stuart, reine de France et d’Écosse, епизод на Secrets d’histoire
- 2022: Саманта Мортън (възрастна) и Лив Хил (млада) в The Serpent Queen, американски мини-сериал, създаден от Джъстин Хейт
- 2022: Гая Джираче в мини-сериала Diane de Poitiers